# Cieplice Śląskie-Zdrój

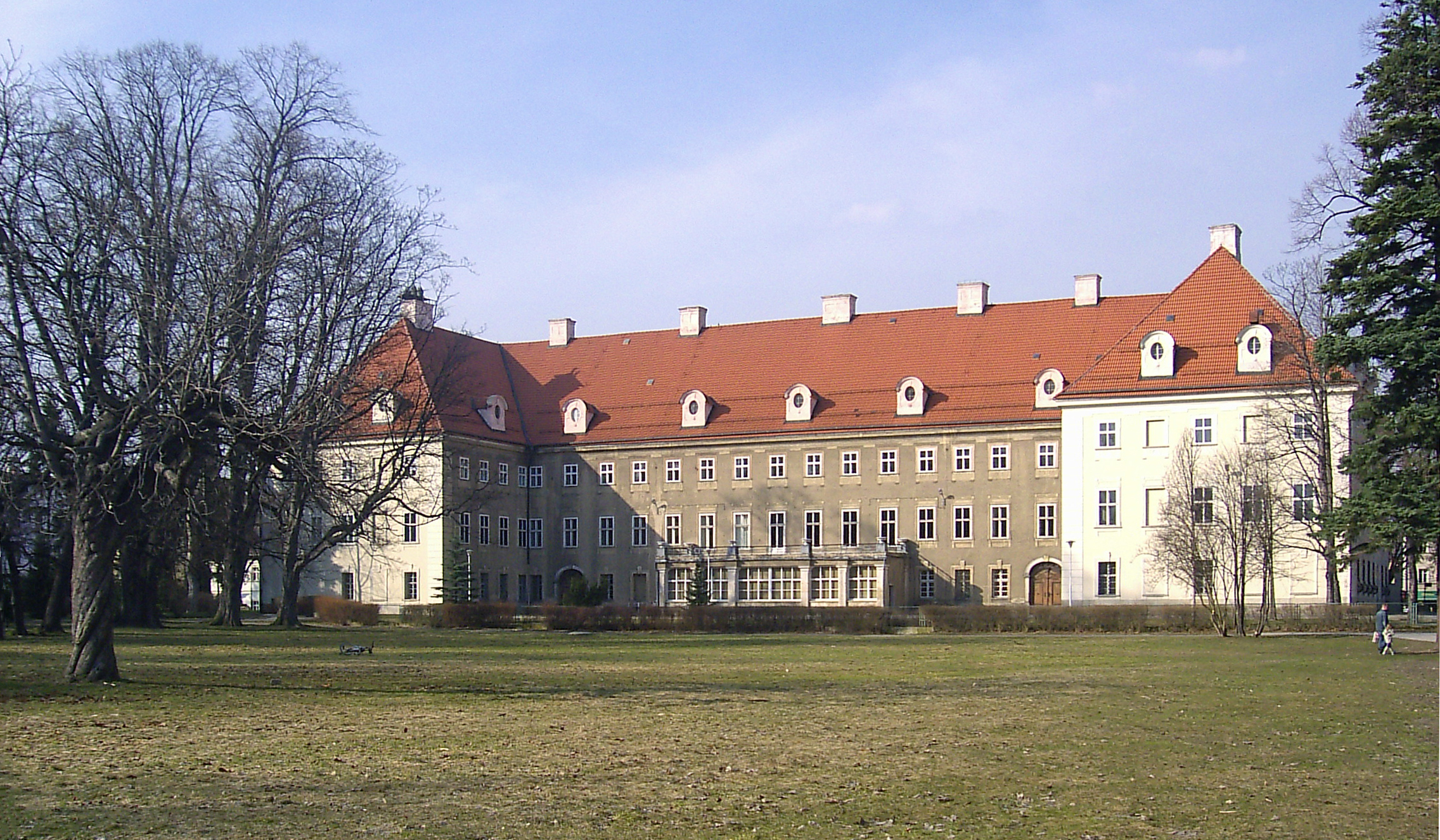
Pałac Schaffgotschów w Cieplicach

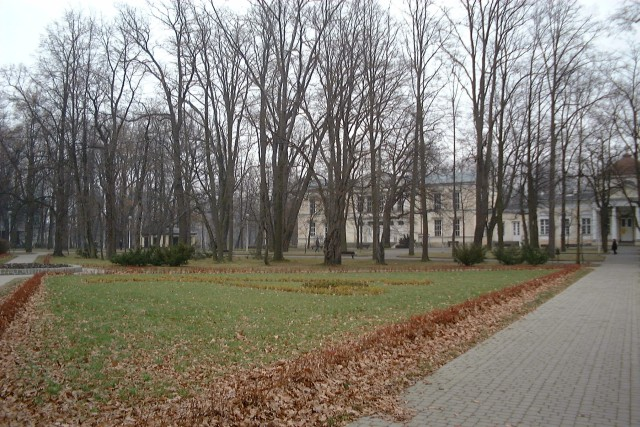
Park Zdrojowy

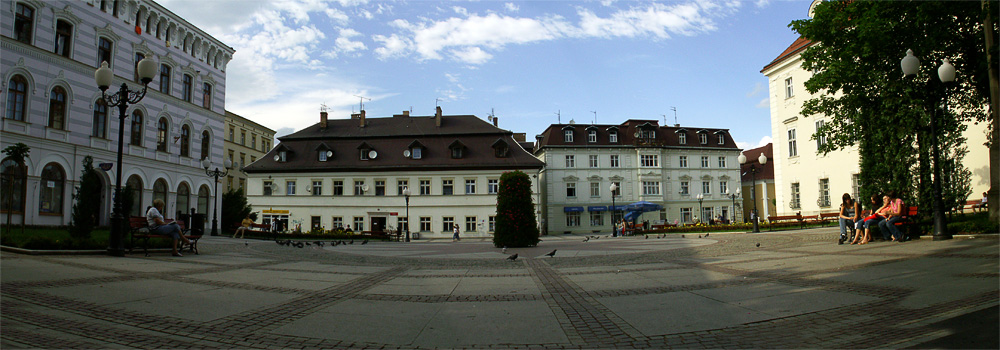
Wyjście z Parku Zdrojowego na plac Piastowski

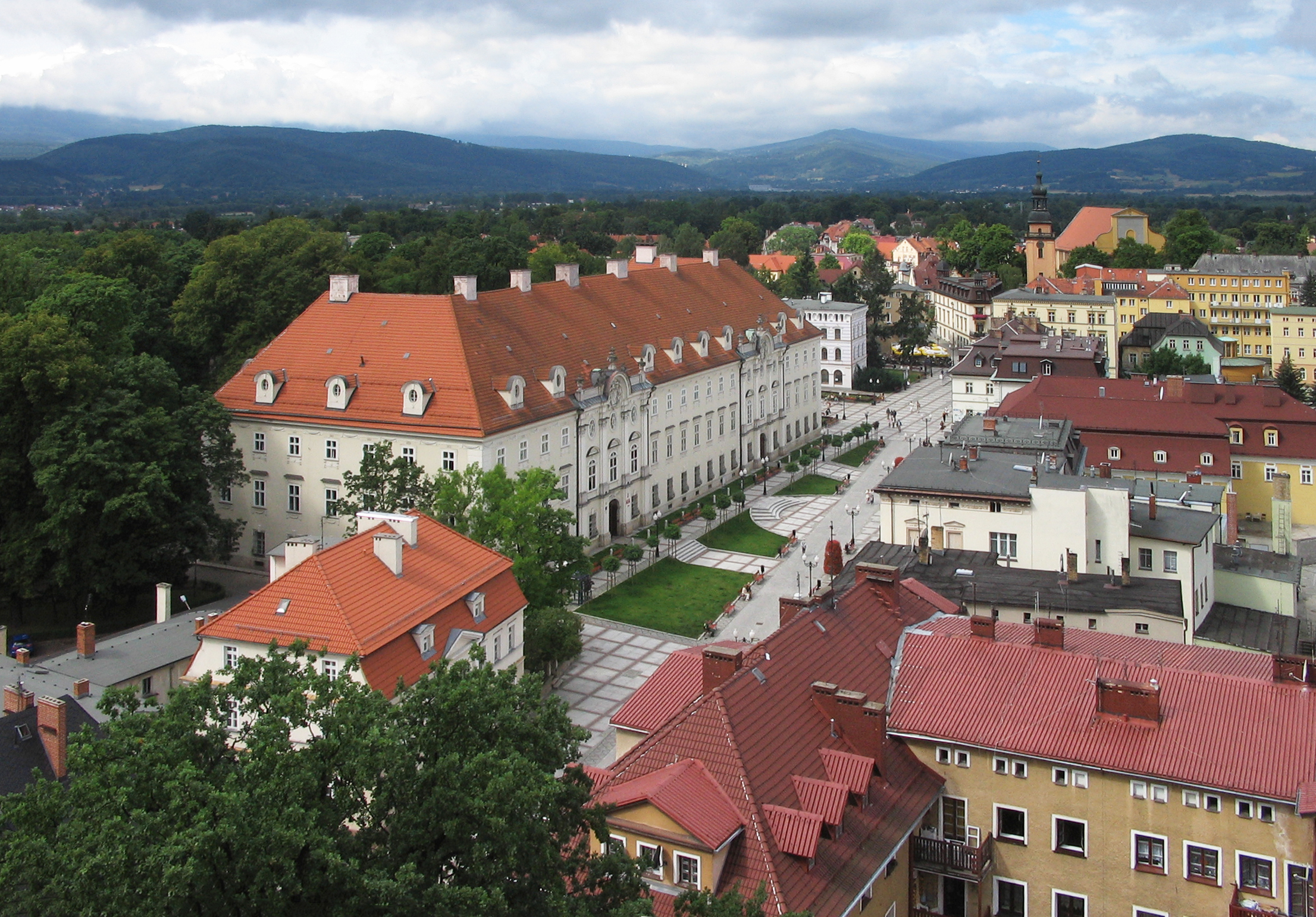
Plac Piastowski, widok ze wschodu

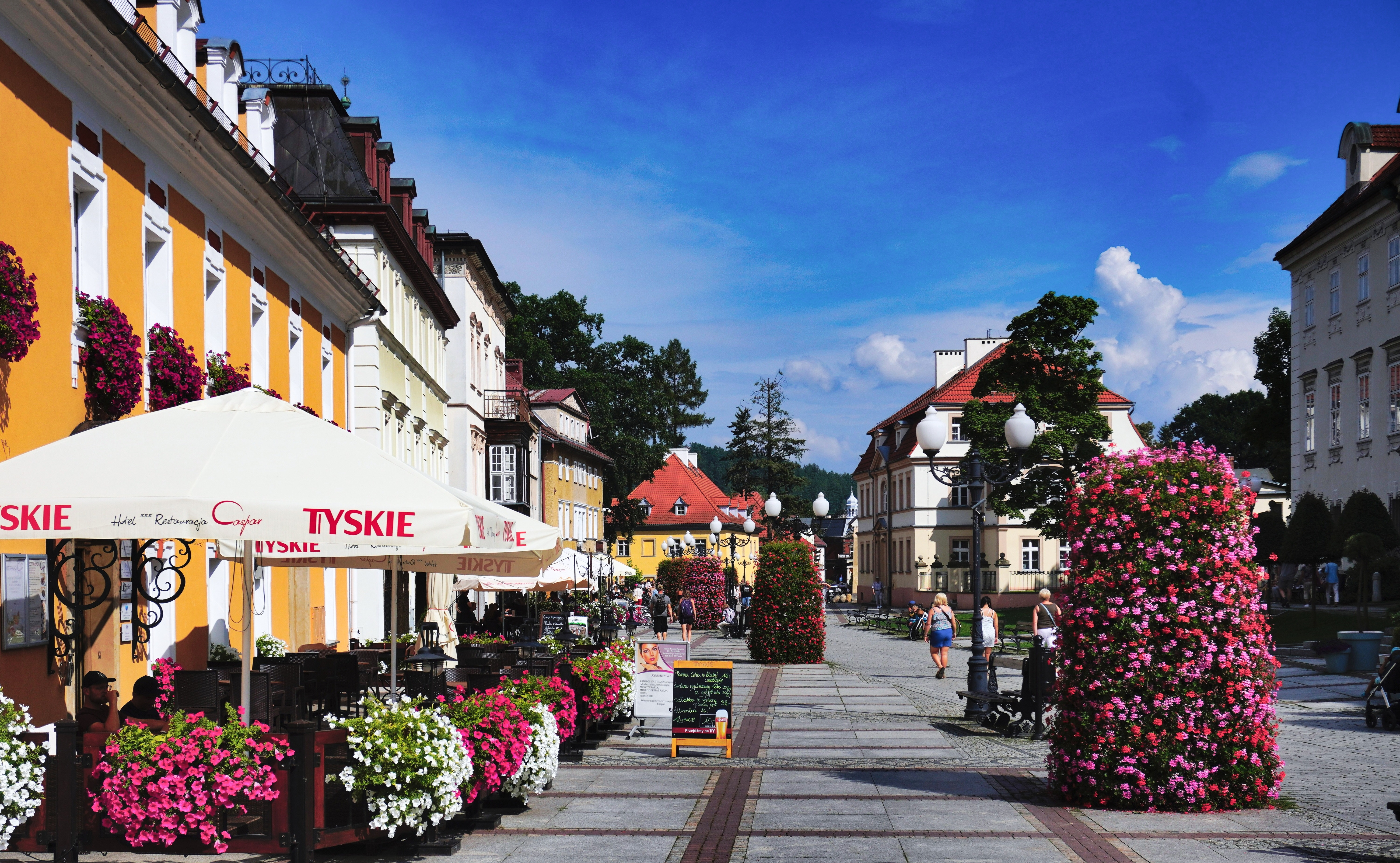
Plac Piastowski, widok na wschód

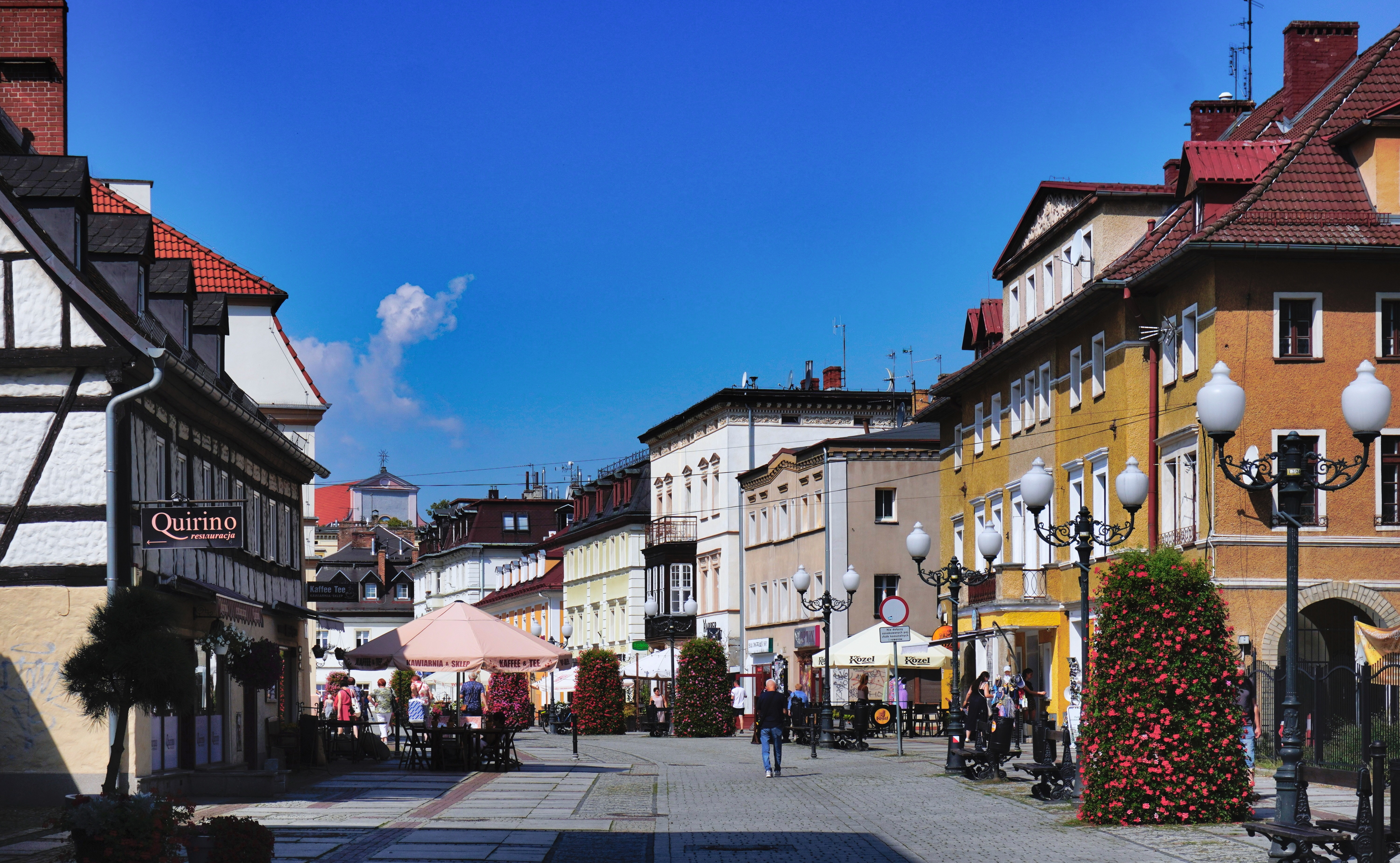
Plac Piastowski, widok na zachód

Cieplice Śląskie-Zdrój (niem. Bad Warmbrunn) – część miasta Jelenia Góra w województwie dolnośląskim. W latach 1935–1976 samodzielne miasto.
Rada miasta Jelenia Góra ustanowiła jednostkę pomocniczą gminy Dzielnica Uzdrowiskowa Cieplice.

## Położenie
Cieplice Śląskie-Zdrój są położone wzdłuż rzeki Kamiennej, w środkowej części Obniżenia Jeleniej Góry, wchodzącego w skład Kotliny Jeleniogórskiej.

## Podział administracyjny
Dawniej była to wieś. Od 1935 roku było to samodzielne miasto, które w 1976 roku zostało przyłączone do Jeleniej Góry.
W latach 1976–1998 miejscowość administracyjnie należała do nowo powstałego  województwa jeleniogórskiego.

## Historia
Według legendy, tutejsze źródła miały zostać odkryte w 1175 przez księcia Bolesława Wysokiego w czasie pogoni za jeleniem podczas polowania. Zranione zwierzę wskoczyło do gorących źródeł, ozdrowiało, a książę miał wybudować w tym miejscu dworek myśliwski. W rzeczywistości Bolesław Wysoki, który przez szereg lat przebywał na dworze królewskim i cesarskim w Cesarstwie Niemieckim, jako pierwszy dostrzegł możliwość wykorzystania tutejszych wód termalnych na wzór tych, funkcjonujących na Zachodzie. Jednak dopiero jego prawnuk, książę Bolesław II Rogatka, dla zagospodarowania tego zakątka, sprowadził do niego w 1261 r. z Wrocławia augustianów. Nową osadę nazwano wówczas Clarus Fons. Augustianie zapewne nie potrafili rozwinąć potencjału tego miejsca, bowiem syn Bolesława, Bernard Lwówecki, 18 marca 1281 darował miejscowość Calidus Fons (Ciepłe źródła) joannitom ze Strzegomia. Szpitalnicy bardziej nadawali się na opiekunów leczniczych źródeł i to zapewne oni wznieśli tu pierwsze budynki mieszkalne, a także świątynię - kościół św. Jana Chrzciciela. Wzmianki o nim pojawiły się w 1318 r. Cieplice zostały już wówczas zapisane pod słowiańską nazwą Cheplevode. Joannici byli w końcu XIII w. właścicielami wielkich obszarów ziemskich pod Karkonoszami, obejmujących w tym czasie ok. 450 łanów w kilku wsiach. Po 1290 r. - zapewne jednak dopiero w XIV w. - w bliżej nieznanych okolicznościach również i oni opuścili jednak Cieplice. Dopiero kolejny zakon - cystersi, którzy pojawili się tu na początku XV w. - pozostał w Cieplicach przez cztery następne stulecia, aż do sekularyzacji.
Od połowy XIV wieku do 1945 roku Cieplice stanowiły własność rodziny Schaffgotschów, którzy od XVII wieku, to jest od spalenia się zamku Chojnik, posiadali w tutejszym pałacu (wielokrotnie przebudowywanym) główną rezydencję rodu. 9 lipca 1403 roku Gotsche Schoff II sprowadził tu z Krzeszowa cystersów i oddał im tutejszy klasztor, źródło ciepłej wody oraz mieszkańców. Już rok później utworzyli oni w Cieplicach szkołę. Cystersi gospodarzyli tu do sekularyzacji w roku 1810. W 1602 roku na skutek nagłej odwilży podniósł się znacznie stan rzeki Kamiennej rozlewając się na całe Cieplice. W 1702 powstał tu cech szlifierzy, a w 1741 Cieplice zostały zaliczone do osad targowych.
Od 1814 do Cieplic zaczęły docierać karetki pocztowe z Jeleniej Góry. W 1880 zastąpiły je dyliżanse. W 1891 dotarła tu linia kolejowa, a w 1897 – tramwaj.
W 1836 powstał teatr zdrojowy, w którym występowali zarówno artyści, jak i goście uzdrowiskowi, a nawet członkowie rodu Schaffgotschów. Z czasem teatr połączono z galerią, która od 1800 roku była miejscem spotkań i rozrywek kulturalno-towarzyskich.
W 1854 powstały pierwsze warsztaty, a w 1870 rozpoczęto produkcję i montaż maszyn papierniczych.
W 1902 zaczęła działać Szkoła Snycerska w Cieplicach, funkcjonująca do 1945 r., a od 1946 do dziś pod innymi nazwami i ze zmienionym profilem (obecnie jako Zespół Szkół Rzemiosł Artystycznych im. Stanisława Wyspiańskiego.)
W 1931 powstał nowoczesny dom zdrojowy, w 1935 roku Cieplice uzyskały prawa miejskie. W 1941 włączono do nich Malinnik (wówczas Herischdorf).
Od schyłku października 1944 do kwietnia 1945 w miejscowości znajdowała się filia obozu koncentracyjnego Groß-Rosen, stworzona dla obsługi fabryki Dorries-Füllner, wytwarzającej w tym okresie artylerię i pociski do niej. W obozie więziono około 700 Żydów, w większości węgierskich oraz polskich, z których zmarło ponad 300. Pozostałych więźniów skierowano w kwietniu 1945 r. do budowy kompleksu Riese w rejonie Gór Sowich.
W 1945 roku miasto zostało włączone do Polski, a pozostałych w nim mieszkańców wysiedlono do Niemiec.
W 1946 roku wprowadzono urzędowo nazwę Cieplice Śląskie Zdrój, zastępując poprzednią niemiecką nazwę Bad Warmbrunn. Nazwa z dywizem Cieplice Śląskie-Zdrój została zatwierdzona urzędowo przez MSWiA.
2 lipca 1976 roku Cieplice zostały włączone do Jeleniej Góry.
28 maja 2013 władze Jeleniej Góry podpisały umowę z firmą Castellum, która za kwotę ponad 22 mln zł zobowiązała się do zakończenia rozpoczętej w III kwartale 2010 budowy Term Cieplickich – kompleksu basenów z gejzerami, dziką rzeką i zewnętrznym basenem. Kompleks ukończono w lutym 2014, a uroczyste otwarcie nastąpiło 24 marca 2014.

## Zabytki
Do wojewódzkiego rejestru zabytków wpisane są obiekty:
- miasto – ośrodek historyczny, z XVII-XIX  w.
- kościół parafialny pw. św. Jana Chrzciciela, z lat 1712–14, w końcu XVIII w., w początku XX w. Wnętrze utrzymane w stylach barokowym i rokokowym. Uwagę zwracają ołtarz główny z obrazem Michaela Willmanna, ambona z płaskorzeźbami oraz 5 kaplic z ołtarzami. W podziemiach krypta rodowa Schaffgotschów, a na dziedzińcu renesansowe płyty nagrobne przedstawicieli radomierskiej linii tego rodu.
- czworoboczna dzwonnica, z lat 1709–11
- kościół pw. MB Nieustającej Pomocy, ul. Wolności 213, z końca XIX w.
- kościół ewangelicki, z lat 1774–1779, z bogatym wyposażeniem rokokowym i organami
- pastorówka, z 1744 r., 1930 r.
- klasztor cystersów, ob. pijarów, ul. Cieplicka 9/11, z 1550 r., 1671 r., XIX/XX w., część stanowi ob. siedzibę Muzeum Przyrodniczego oraz Wirtualnego Muzeum Barokowych Fresków na Dolnym Śląsku. Odkryte w czasie remontu barokowe freski wykonane zostały przez lokalnych artystów i nawiązują do reguły zakonnej cystersów
- Park Zdrojowy → zespół pałacowy Schaffgotschów, pl. Piastowski 25/27
- pawilon zdrojowy, w parku Zdrojowym, z końca XVIII w.
- teatr zdrojowy, w parku Zdrojowym, powstały w 1836 z inicjatywy Schaffgotschów, obecnie Zdrojowy Teatr Animacji
- pawilon spacerowy „Kursaal”, obecnie dom zdrojowy „Edward”, Park Zdrojowy 4, z połowy XIX w.
- Park Norweski z 1906 r.
- pawilon „Norweski” (dawne Muzeum Przyrodnicze), w parku, ul. Wolności 268, z 1906 r.
- gmach Szkoły Rzemiosł Artystycznych, ul. Cieplicka 34 A, z lat 1901–02
- willa, obecnie szkoła, ul. Cieplicka 34 B, z trzeciej ćw. XIX w.
- dom, ul. Grunwaldzka 31, z drugiej połowy XVIII w.
- zespół pensjonatu, ul. Hirszfelda 15 / PCK 12, z lat 1890–1900:
  - pensjonat
  - oficyna
  - park
- pałac, obecnie dom wczasowy, ul. Jagiellońska 2, z 1734 r., na początku XIX w.
- willa, ul. Juszczaka 5, z początku XX w.
- dawny klasztorny dom kuracyjny „Długi Dom”, ul. Ściegiennego (d. Kościelna) 5–7, z lat 1689–1693, zbudowany przez cystersów na bazie wcześniejszej budowli z 1537, w 1810 przejęty przez Schaffgotschów i zamieniony na bibliotekę oraz ekspozycję zbiorów broni, sztuki, okazów przyrodniczych i mineralogicznych, po 1945 budynek administracyjny Uzdrowiska Cieplice. Jest to historycznie pierwszy budynek zdrojowy w Cieplicach. W podwórzu źródło „Marysieńka”, nakryte kopułą.
- dom, ul. Leśnicza 3, z k. XVIII w.
- młyn, obecnie dom mieszkalny, ul. Mieszka I 18, z 1783 r.
- zajazd, ob. hotel „Śnieżka”, pl. Piastowski 28 (d. 9), z 1750 r., XX w.
- dawny hotel „Pruski”, obecnie dom, pl. Piastowski 20, z 1817 r., po 1930 r.
- dawny hotel „Stadt Paris”, obecnie dom, pl. Piastowski 24, z 1870 r., na początku XX w.
- zespół pałacowy Schaffgotschów, pl. Piastowski 25/27, z XVIII w.:
  - pałac, z lat 1784–1809[17]
  - oficyna, z początku XIX w.
  - park, obecnie park Zdrojowy, z XVIII–XX w.
- zespół pensjonatu, ul. Podgórzyńska 6:
  - pensjonat, obecnie dom dziecka „Dąbrówka”, z 1890 r.
  - budynek mieszkalno-gospodarczy, z 1910 r.
  - park, XIX/XX w.
- pijalnia wód „Marysieńka”, ul. Ściegiennego (d. Traugutta), z XVIII w., 1814 r.
- zakład leczniczy, ob. rozlewnia wód mineralnych, ul. Ściegiennego (d. Traugutta), z drugiej połowy XVIII w., XIX w.

## Uzdrowisko
W czasach nowożytnych osada stała się znana na Śląsku i poza nim dzięki występującym tu wodom leczniczym, osiągającym temperaturę do 86 stopni Celsjusza (najwyższa w Polsce). Szczelinowe źródła geotermalne początkowo obudowywano drewnem. Powstawały przy nich gospody dla gości. W Cieplicach były dwa źródła – jedno należało do cystersów, drugie do Schaffgotschów.
Praktykę wodoleczniczą w Cieplicach prowadził "fizyk", czyli lekarz okręgowy z Jeleniej Góry. W latach 1591–1605 był nim znany już wówczas śląski przyrodnik Caspar Schwenckfeld (1563-1609). W 1607 r. opublikował on - jako swoją ostatnią pracę - informator o Cieplicach, występujących tu źródłach termalnych i ich właściwościach leczniczych, a także o przyrodzie okolicy.
Do tutejszych wód leczniczych zjeżdżało wielu znanych ludzi, m.in.: John Quincy Adams (późniejszy prezydent Stanów Zjednoczonych), Johann Wolfgang von Goethe, królowa polska Marysieńka (1687), księżna Izabela Czartoryska, książę Stanisław Poniatowski (bratanek króla), Józef Wybicki, Hugo Kołłątaj, poeta Wincenty Pol. Popularność Cieplic wśród Polaków spowodowała, że zachodnią część Cieplic (na lewym brzegu Kamiennej) nazywano jeszcze w XIX wieku Polnische Seite, czyli Polską Stroną.
W uzdrowisku prowadzone jest leczenie uzdrowiskowe w następujących kierunkach: choroby ortopedyczno-urazowe, choroby układu nerwowego, choroby reumatologiczne, osteoporoza, choroby nerek i dróg moczowych, choroby oka i przydatków oka.
Uzdrowisko oferuje także leczenie okładami borowinowymi. Swoistą terapią są także spacery po okolicy i udział w bogatym życiu kulturalnym cieplickiego kurortu.
Na terenie uzdrowiska znajdują się: 4 szpitale uzdrowiskowe, 6 sanatoriów, 2 zakłady przyrodolecznicze, przychodnia uzdrowiskowa.
Występujące w Cieplicach źródła to:
- słabozmineralizowane – mineralizacja <1000 mg/dm³
- termalne – temperatura wody w ujęciach płytkich dochodzi do 37 °C, głębokich – 65 °C, a na głębokościach poniżej 1500 m dochodzi do 87 °C
- fluorkowo-krzemowej – zawartość fluoru – 2…12 mg/dm³, kwasu metakrzemowego – <135 mg/dm³

### Ujęcia
- Marysieńka – nr 1, wydajność 0,5 m³/h
- Sobieski – nr 2, wydajność 0,04 m³/h
- Nowe – nr 4, wydajność 1 m³/h
- Cieplice-2 – odwiert głęboki (661 m) – wydajność 10 m³/h
- Cieplice-1 – nieeksploatowane, odwiert bardzo głęboki 2002,5 m, wydajność 45 m³/h; woda z odwiertu C-1 wykorzystywana jest w położonych przy Parku Zdrojowym Termach Cieplickich.